# Gaudeamus
Gaudeamus (latin: låt oss fröjdas), även kallad "Gadden", var Stockholms universitets studentkårs tidning. Tidningen grundades 1924 av Sven Stolpe, Georg Svensson och Thure Nyman.
Ordet gaudeamus är första ordet i en medeltida studentvisa, Gaudeamus igitur. Under 2017 sattes Gaudeaumus produktion i uppehåll, och sedan 2018 bedrivs Stockholms universitets studentkårs redaktionella arbete av den nylanserade redaktionella produkten #studietid.

## Redaktörer i urval
- Seth Bremberg, 1925–26
- Sigurd Lindman, 1926
- Sven Stolpe, 1926–27
- Herman Stolpe, 1927–29
- Martin Strömberg, 1929–31
- Gösta Lundquist, 1932-33
- Gösta Malmström,  1933–35
- Franz Arnheim, 1935
- Nils Sylvan, 1936–37
- Philip von Krusenstierna, 1937–39
- Åke Lindström, 1939
- Lennart Hirschfeldt, 1940–41
- Claes Hoogland, 1941–42
- Åke Runnquist, 1942–43
- Carl Olov Sommar, 1944
- Jan Olof Olsson, 1945
- Karl-Ingmar Edstrand, 1945–46
- Kurt Samuelsson, 1946–47
- Göran Byttner, 1947–48
- Ulf Thomasson, 1949:
- Jarl Tranæus, 1949–50
- Arne Lundmark, 1950–51
- Lars Hansegård, 1951–52
- Lennart Berglund, 1952–53
- Ingvar Hinderson, 1953–54
- Olof G. Tandberg, 1954–56
- Nils Petter Sundgren, 1955–56
- Gunilla Arnö, 1955–58
- Jan Cannert, 1958–59
- Torborg Lundell, 1958
- Thomas Alexanderson, 1958
- Berit Rådegran, 1959–60
- Gunnar Eddegren, 1960–61
- Bo Johan Hultman, 1961–62
- Anita Edam, 1962–63
- Lars-Gunnar Eriksson, 1964
- Lars Gunnar Erlandson, 1965
- Thomas Hempel, 1966
- Marina Stenius Aschan, 1966
- Thomas Hempel, 1967
- Christina Ollén-Riben, 1967
- Marina Stenius Aschan, 1967–68
- Ingrid Sommar, 1968
- Anders S. Fröberg, 1969
- Agneta Sandelin, 1969–70
- Helena Kahn, 1970–72
- John-Henri Holmberg, 1972–73
- Birgitta Hammarström, 1974–75
- Göran Orre, 1975–77
- Tord Tannenberg, 1977
- Gunilla Lindahl, 1978
- Agneta Carlsson, 1978–79
- Margareta Edling,1979:–81
- Kenneth Bäckström 1981–88
- Ulrika Milles, 1988
- Andreas Alskog, 1989
- Magnus Lindvall, 1990–94
- Jill Klackenberg, 1995–99
- Helena Källgren, 1999
- Tomas Bannerhed, 1999